# Котли, Алар Юханович
А́лар Ю́ханович Ко́тли (эст. Alar Kotli; 4 августа [17 августа] 1904, Мало-Мариен, Эстляндская губерния, Российская империя — 4 октября 1963, Таллин, Эстонская ССР, СССР) — эстонский и советский архитектор, а также мебельный дизайнер.

## Биография
Алар Котли  родился (4 августа [17 августа] 1904 года в деревне Мало-Мариен (Клейн Мариен) около Везенберга, Эстляндская губерния Российской империи, в семье смотрителя церкви Юхана Котли.
В 1915–1922 годах посещал гимназию в Раквере, в 1922—1923 годах учился скульптуре в школе искусств «Паллас»  в Тарту и математике в Тартуском университете. С 1923 по 1927 год изучал архитектуру в Высшем техническом училище Данцига (Technische Hochschule Danzig), где он до 1928 года был ассистентом.
С 1930 по 1937 год Алар Котли работал в различных эстонских министерствах, прежде чем получил должность заместителя директора в государственной строительной фирме «Ehitaja» (с эст. «Строитель») .
По проекту Алара Котли в 1938 году была возведена резиденция Президента Эстонии. В советское время в этом здании располагался Президиум Верховного Совета Эстонской ССР.
С 1941 по 1945 год Котли был руководителем отдела в строительном управлении. После Второй мировой войны с 1944  по 1958 год работал в Государственном проектном институте «Эстонпроект», с 1955 года — в должности главного архитектора.
В 1945 году был одним из основателей Союза архитекторов Эстонской ССР, председателем которого оставался до 1950 года, с 1955 по 1963 годы был вице-председателем Союза. С 1961 по 1963 год Котли заведовал кафедрой архитектуры в Государственном художественном институте Эстонской ССР. В 1947 году ему было присвоено звание заслуженного деятеля искусств Эстонской ССР.
Умер 4 октября 1963 года в Таллине. Похоронен на кладбище Метсакальмисту.
В 1965 году Алару Котли была посмертно была присуждена премия Советской Эстонии (за эстраду Певческого поля в Таллине) .

## Самые значительные работы
- Деревянная церковь в Мыйзакюла (1933)
- Павловская церковь в Раквере
- Здание школы в Раквере (1935—1938)
- Здание школы в Тапа (1936—1939)
- Официальная резиденция президента Эстонии (совместно с Олевом Сийнмаа) в Кадриорге (1938)
- Главное здание Таллинского педагогического института (совместно с Эрикой Ныва) (1938—1940)
- Здание банка в Пярну (совместно с Антоном Соансом) (1939—1940)
- Обновление (дизайн) замка Таагепера (конец 1930-х)
- Здание «Кайтселийта» в Тарту (совместно с Эльмаром Лохком) (1940)
- Восстановление театра «Эстония» (совместно с Эдгаром Куузиком) (1945—1950)
- Здание Правления Художественного фонда Эстонской ССР (1949—1953)
- Эстрада Певческого поля в Таллине[4] (совместно с Хенно Сепманном и Эндель Паальманном) (1959)

## Фотогалерея

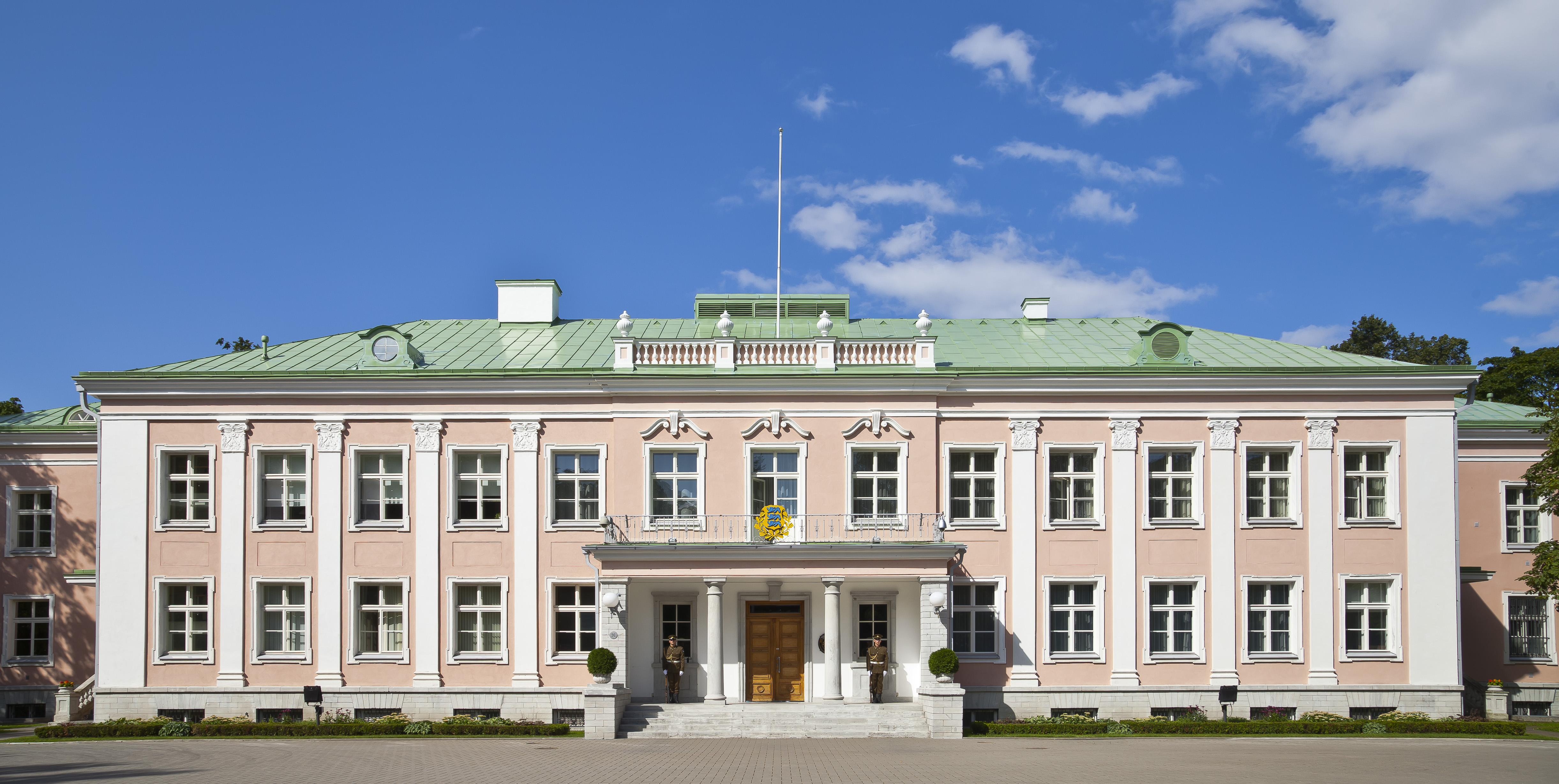
Резиденция Президента Эстонии
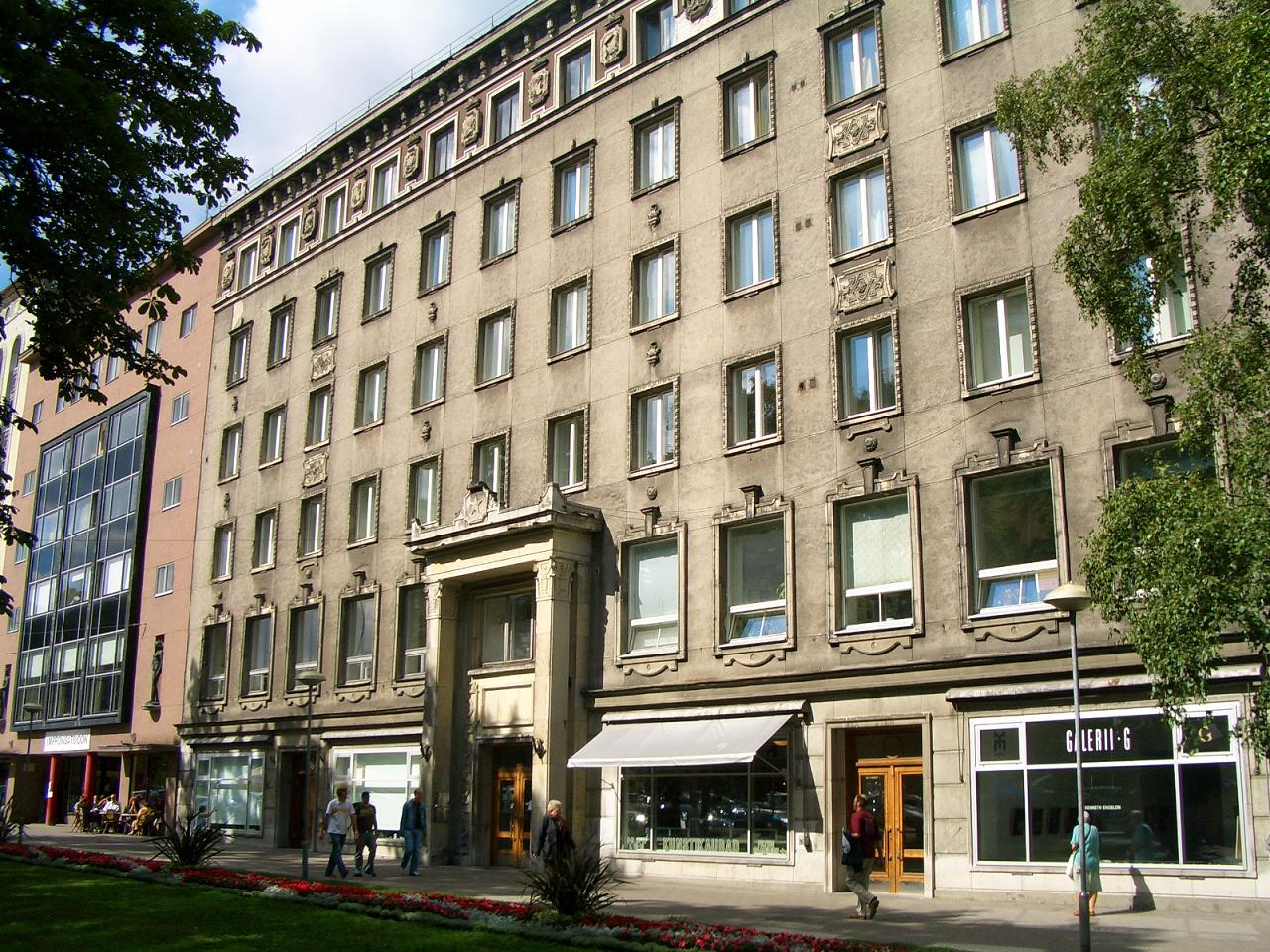
Здание Правления Художественного фонда Эстонской ССР
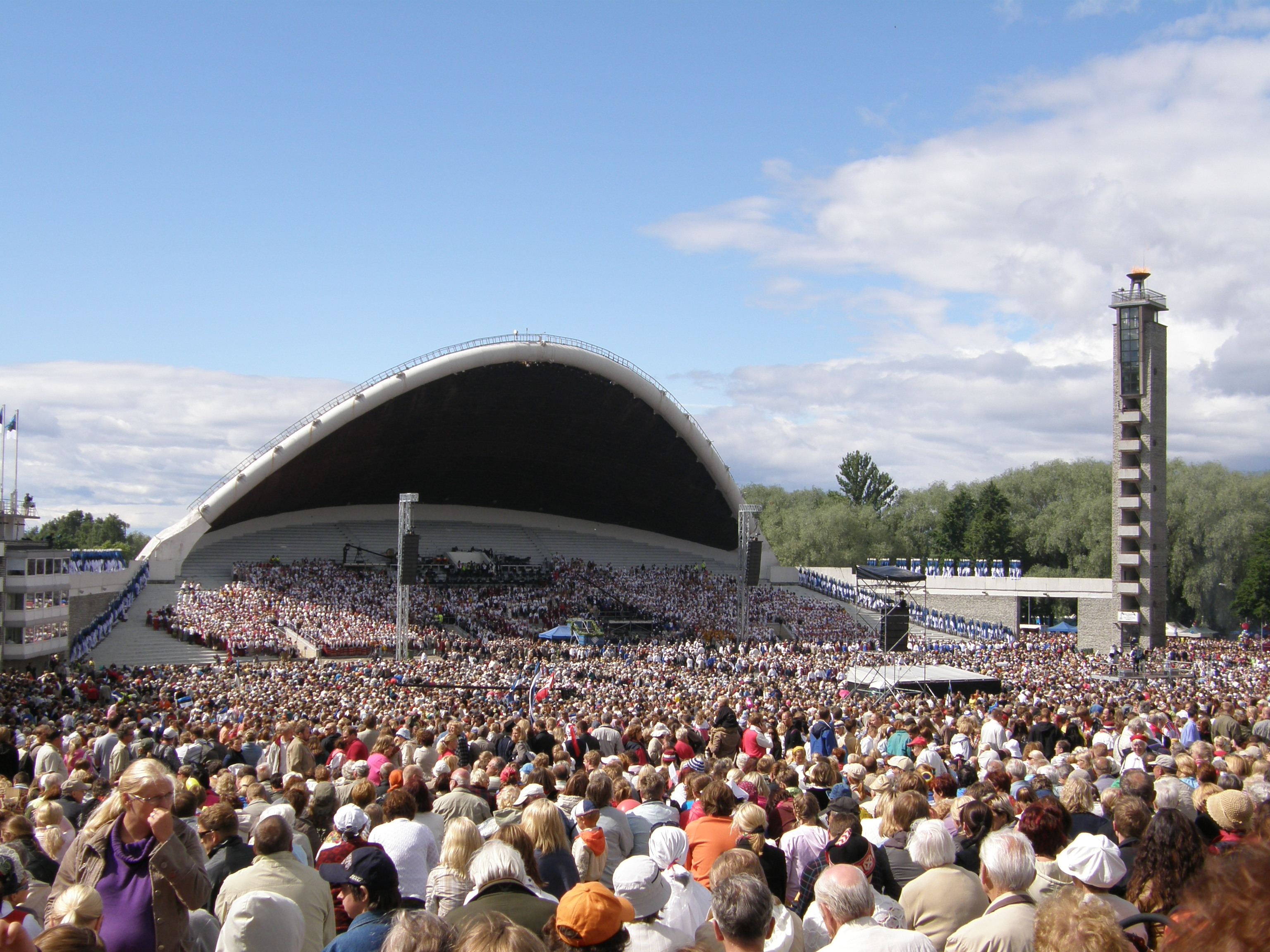
Эстрада таллинского Певческого поля
Здание банка в Пярну